# 사무색정
4무색정(四無色定, 영어: four immaterial jhānas, four formless concentrations)은 물질을 완전히 초월한 선정, 즉, 욕계의 조대한 물질과 색계의 미세한 물질 모두를 초월한 선정으로 오직 마음(citta)과 마음작용(cetasika)만이 남아 있는, 무색계에서 일어나는 공무변처정 · 식무변처정 · 무소유처정 · 비상비비상처정의 4가지 선정을 말한다. 달리 말해, 색 · 수 · 상 · 행 · 식의 5온 중 색온이 없고 수 · 상 · 행 · 식의 4온만 있는 선정이다. 즉 명색(名色, 정신과 물질) 중 명(名, 정신)만 있는 선정이다.
4무색정은 무색계의 선정, 무색계 선정, 무색계정(無色界定), 무색정(無色定), 4공정(四空定), 4공처정(四空處定) 또는 4무색(四無色)이라고도 한다.
4무색정의 선정 요소는 사(捨, 평온)와 심일경성(心一境性, 집중)이며, 4무색정은 순서대로 획득되는데 첫 번째 공무변처정은 4선 체계의 제4선 즉 5선 체계의 제5선에서 수행하여 획득된다.

## 선정 요소
4무색정의 선정 요소[靜慮支, jhāna factor]는 4선 체계의 제4선 즉 5선 체계의 제5선의 선정 요소와 동일하다. 즉, 심(尋, 일으킨 생각) · 사(伺, 지속적 고찰) · 희(喜, 희열) · 낙(樂, 행복) · 심일경성(心一境性, 집중)의 선정 요소 중 심일경성(心一境性)만이 있다. 그리고 모든 마음(선정 즉 삼매도 일종의 마음이다. 여기서의 마음이란 '마음 + 마음작용'을 뜻한다.)에는 반드시 느낌이 따라야 하므로, 사(捨, 평온)가 함께하여 사(捨)와 심일경성(心一境性)의 두 가지 선정 요소만이 있다.
그리고 이 두 가지 선정 요소는 더 이상 줄일 수 없는 최소 요소이고 4무색정도 일종의 선정이므로, 4무색정 모두가 이 두 요소를 가진다.

## 네 가지 선정
4무색정의 처음 세 선정은 명상 대상, 즉, 그 선정이 존재하는 해당 무색계 영역[處]의 본질[自體]에 따라 이름을 붙인 것이고, 마지막 비상비비상처정은 그 선정의 특징[自相]을 따라 이름을 붙인 것이다.

### 공무변처정
공무변처정(空無邊處定, 산스크리트어: ākāśānantyāyatana, 팔리어: ākāsānañcāyatana 아-까-사-난짜-아따나, 영어: jhāna on infinite space, concentration on limitless space)은  물질[色]의 속박을 벗어나기 위해 무한한 공간에 집중하는 선정이다.

### 식무변처정
식무변처정(識無邊處定, 산스크리트어: vijñānānantyāyatana, 팔리어: viññāṇañcāyatana 윈-나-난짜-아따나, 영어: jhāna on infinite consciousness, concentration on limitless consciousness)은 공간의 속박을 벗어나기 위해 무한한 공간과 함께하고 있는 무한한 마음에 집중하는 선정이다.

### 무소유처정
무소유처정(無所有處定, 산스크리트어: ākiñcanyāyatana, 팔리어: ākiñcaññāyatana 아-낀짠나-아따나, 영어: jhāna on nothingness, concentration on nothingness)은 마음의 속박을 벗어나기 위해 아무것도 없음에 집중하는 선정이다. 상좌부의 아비담마에 따르면, 즉, 공무변처(식무변처가 아님)에서의 마음이 없음, 즉, 무한한 공간과 함께하고 있는 무한한 마음이 없음, 즉 "거기에 그 무엇이건 아무것도 없음(natthi kiñci)"에 집중하는 선정이다.

### 비상비비상처정
비상비비상처정(非想非非想處定, 산스크리트어: naiva-saṃjñānāsaṃjñāyatana, 팔리어: n’evasaññān’āsaññāyatana 네-와산나-나-산나-아따나, 영어: jhāna of neither perception nor non-perception, concentration of neither perception nor non-perception)은 무소유처정에서 더 나아간, 무소유처정의 마음을 명상 대상으로 하여 집중하는 선정으로, 그 상태가 극히 미세하여 마음[想]이 있다고 할 수도 없고 마음이 없다고 할 수도 없는 선정이다.

## 같이 보기
- 무색계 마음
- 색계 마음
- 4선